# كوري هانسون
كوري هانسون (بالإنجليزية: Corey Hanson)‏ هو لاعب دوري الرغبي بريطاني، ولد في 11 أغسطس 1992 في شفيلد في المملكة المتحدة.